# Cimetière militaire allemand de Fourdrain
Le  « Cimetière militaire allemand de Fourdrain  » est un cimetière militaire de la Première Guerre mondiale situé sur le territoire de la commune de Fourdrain, dans l'Aisne.

## Localisation
Ce cimetière militaire allemand est implanté au nord du bourg, rue Léon Guiel, à proximité de la D1044.

## Historique
Toute la région de Fourdrain a été le théâtre de violents combats fin août 1914. Le front s'est ensuite stabilisé à quelques kilomètres au sud-ouest et le secteur est resté aux mains des Allemands jusque fin octobre 1918, date à laquelle il a été libéré par la Première armée française. Tout au long de la guerre, des hôpitaux allemands ont été installés dans le secteur pour soigner les blessés, notamment lors de la bataille du Chemin des Dames d'avril à octobre 1917. Les soldats qui mouraient dans ces hôpitaux étaient inhumés dans divers lieux. C'est en mars 1921 que les autorités françaises ont décidé de regrouper dans ce cimetière les victimes allemandes inhumées dans des tombes provisoires  dans 18 communes des environs. Pendant l'entre-deux-guerres, des travaux ont été réalisés : engazonnement, plantation d'arbres, pose d'une pierre commémorative et  construction d'une nouvelle entrée avec escalier et porte forgée. En 1966, les croix de bois provisoires ont été remplacées par des croix de pierre portant les noms gravés des victimes.

## Caractéristique
Dans ce cimetière reposent 1 907 soldats allemands, 1261 dans des tombes individuelles dont 4 non identifiés et 645  dans une fosse commune.

## Galerie

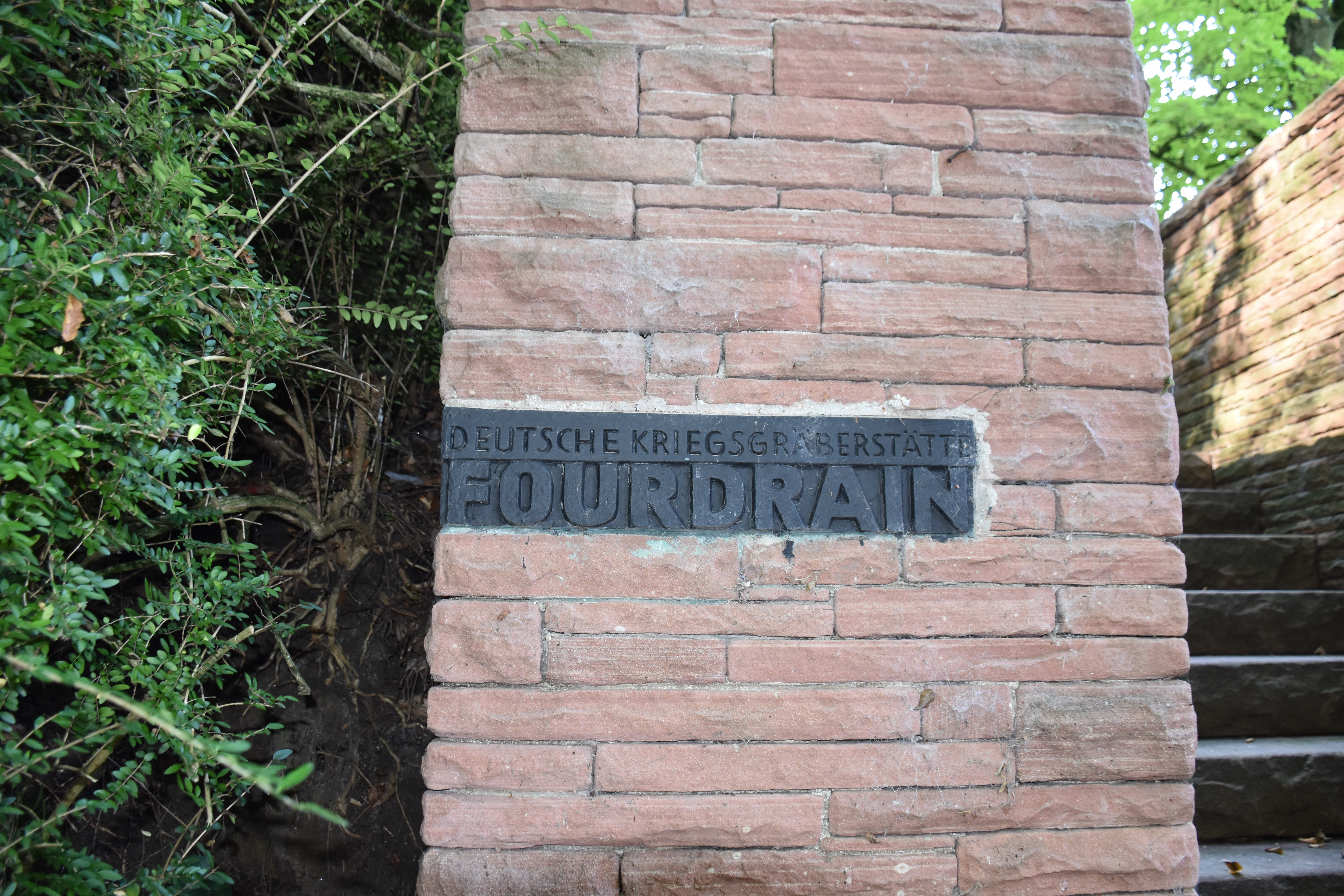
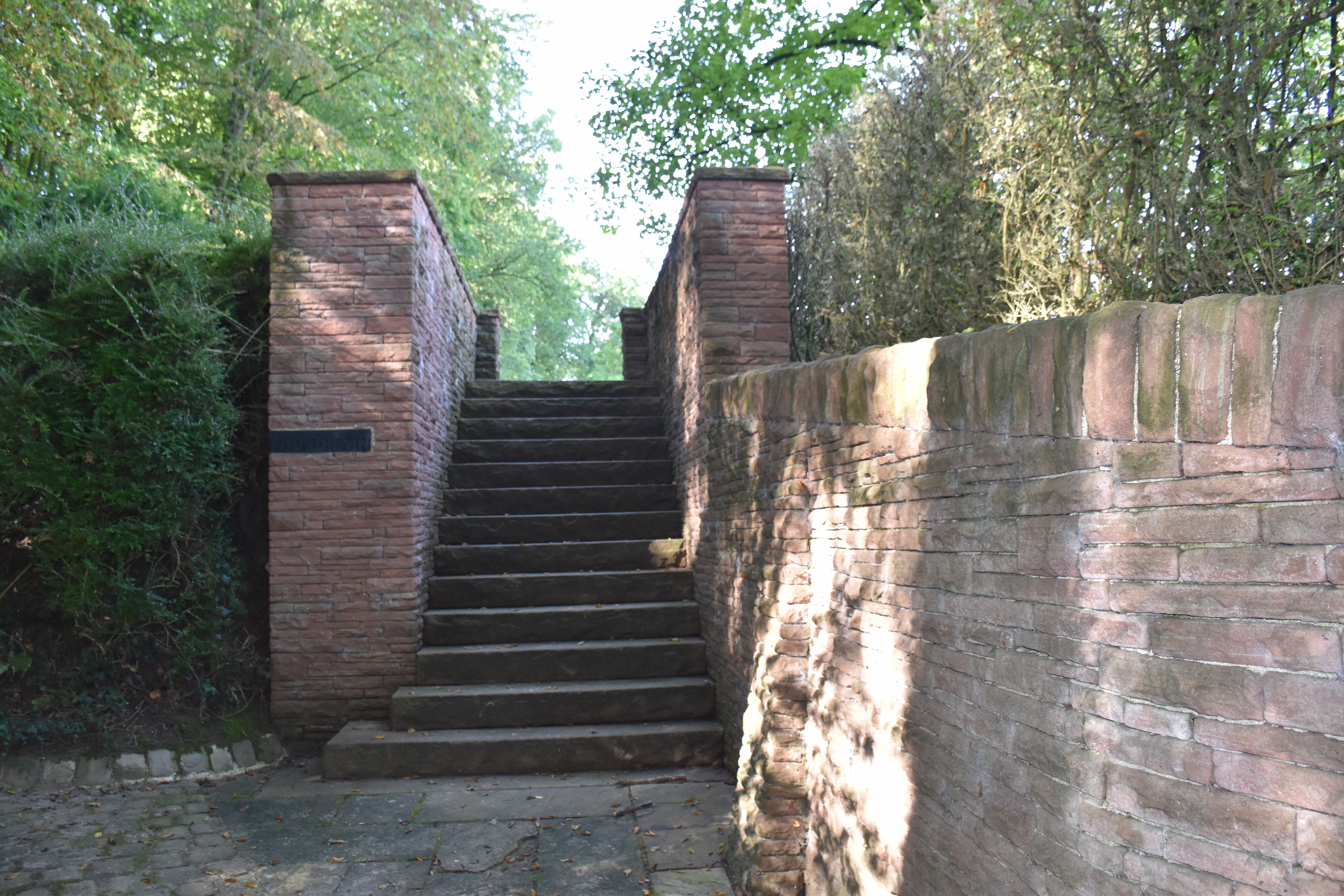
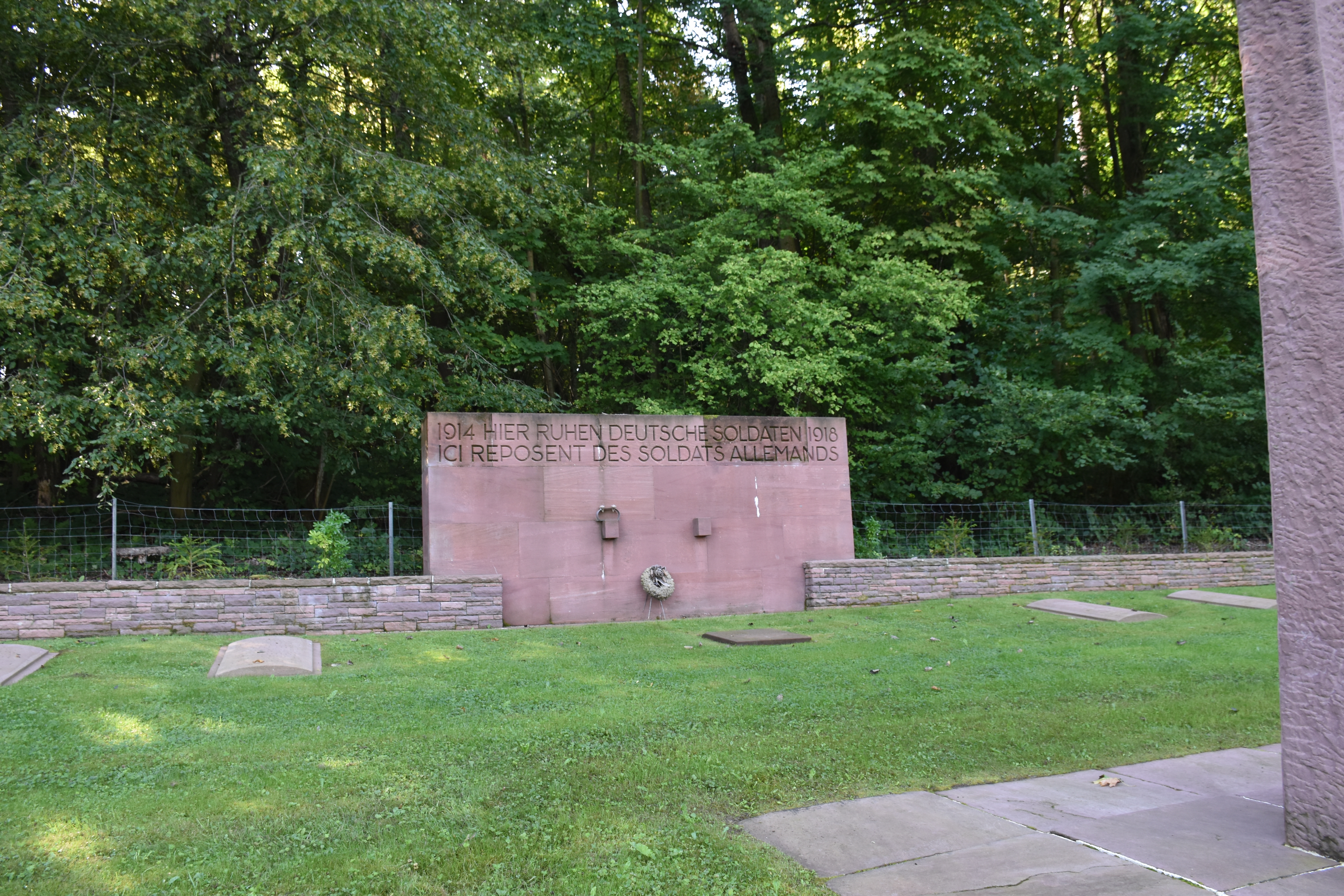
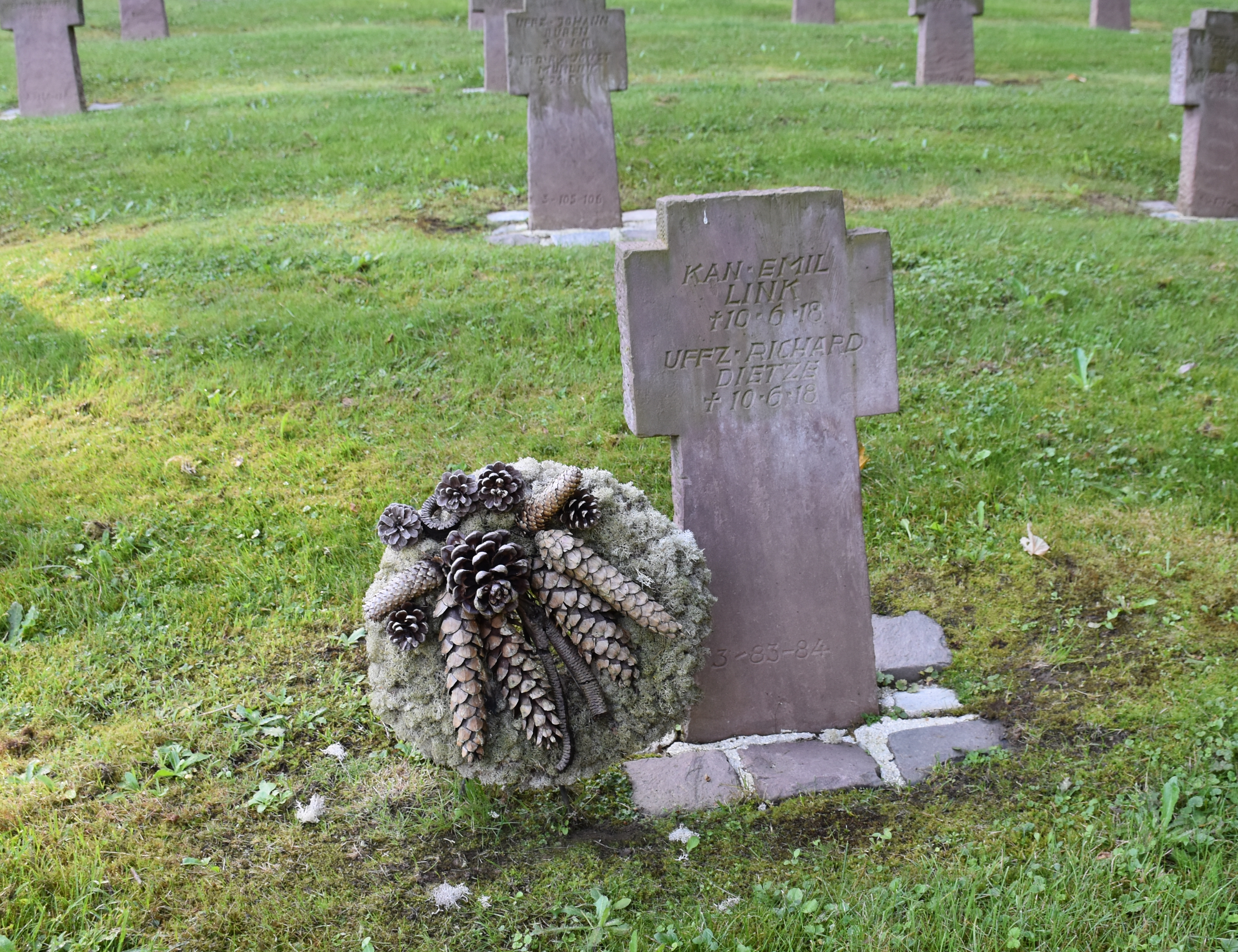
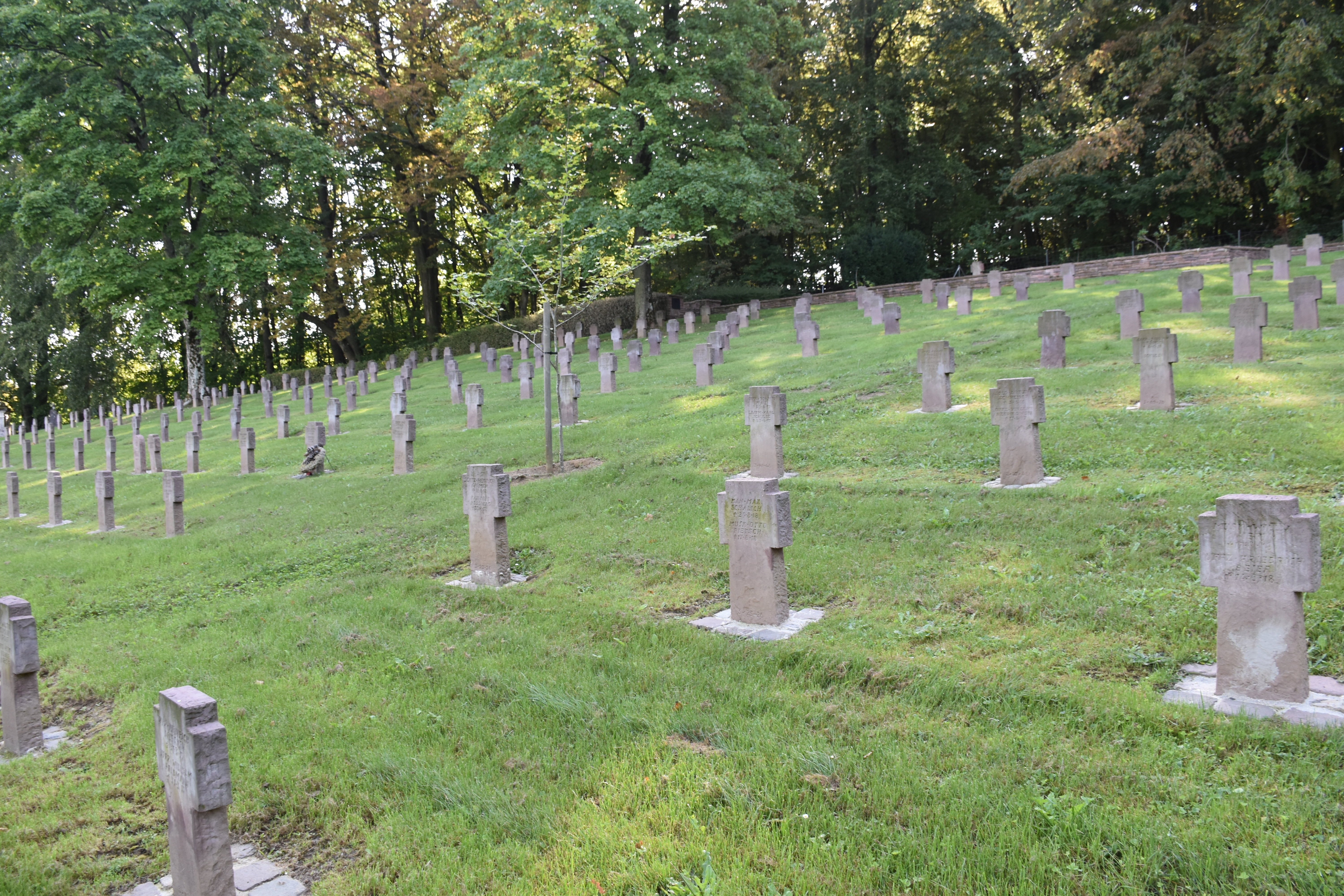
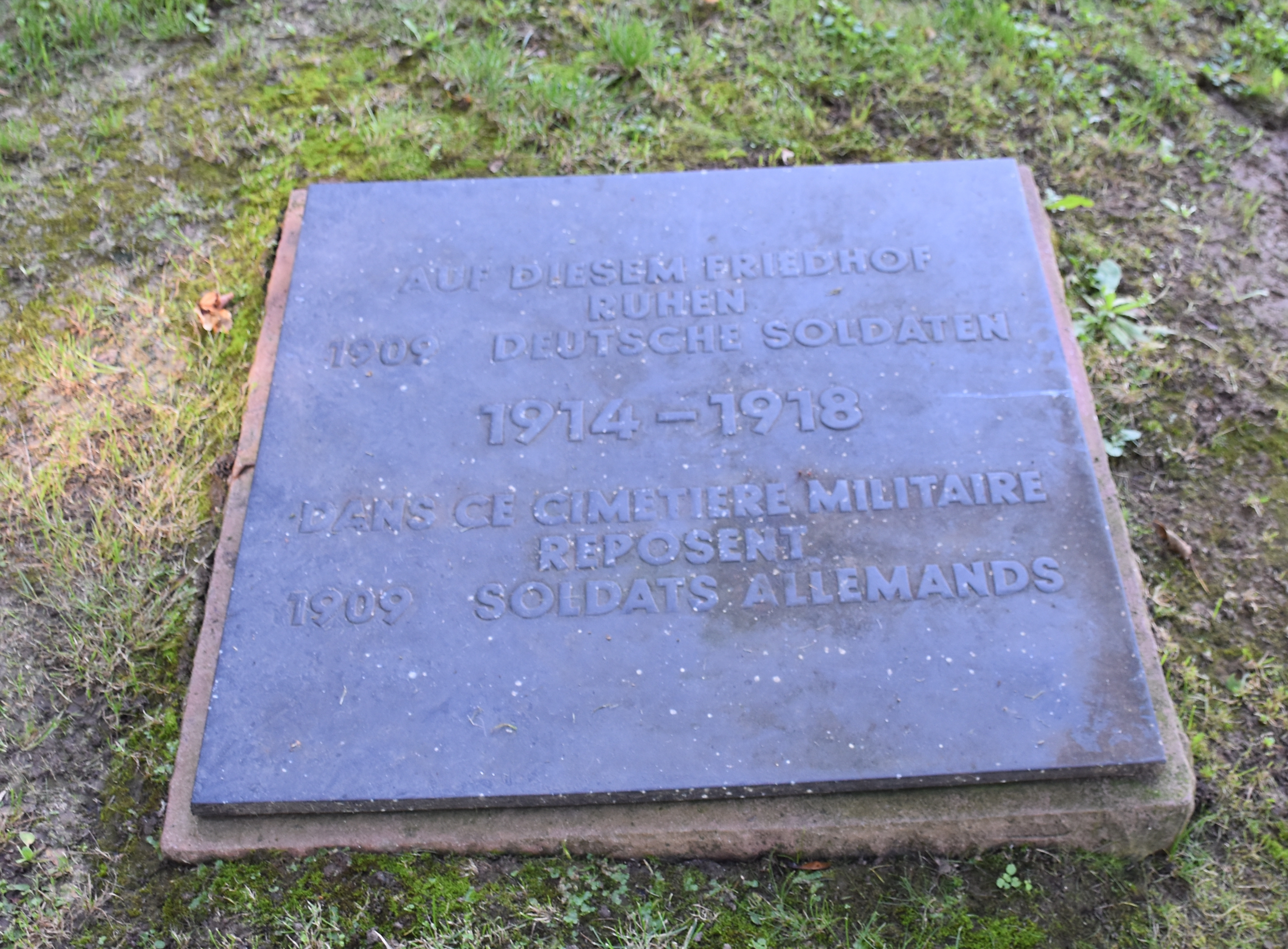
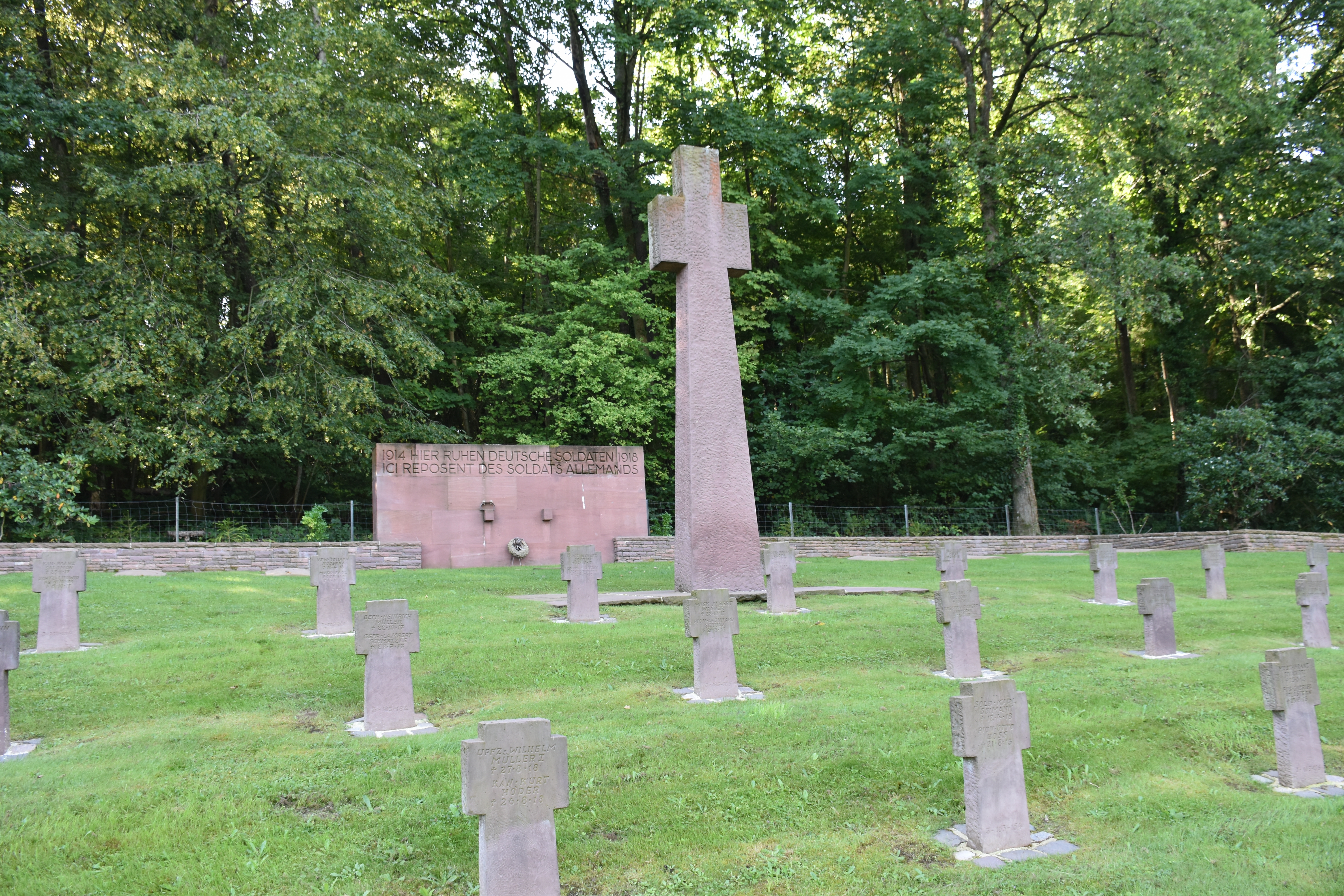

## Sépultures
| Pays                   | Sépultures |
| ---------------------- | ---------- |
| Allemagne              | 1 907      |
| Empire austro-hongrois | 1          |
| Total                  | 1908       |